# Vejde
För historikern, se Pehr Gunnar Vejde
Vejde (Isatis tinctoria) är en art inom familjen korsblommiga växter. Den är tvåårig, tämligen högväxt 50–100 cm hög glatt ört med blad och stjälk i en blågrön färg. Den blommar i juni-juli med många små gula blommor i täta klasar och med hängande skidor. Blomkronan är 2–3 centimeter bred. Örten, och då främst bladen, innehåller samma blå färgämne som indigo, fast i lägre koncentration, och används inom växtfärgning.

## Utbredning och biotop
Vejde återfinns i Asien och Europa på havsstränder, utefter vägkanter och på ruderatmarker.

### Förekomst i Sverige
Vejde förekommer i Sverige om än sällsynt; utmed Sveriges östersjökust samt på Öland och Gotland. 

## Vejde och människan

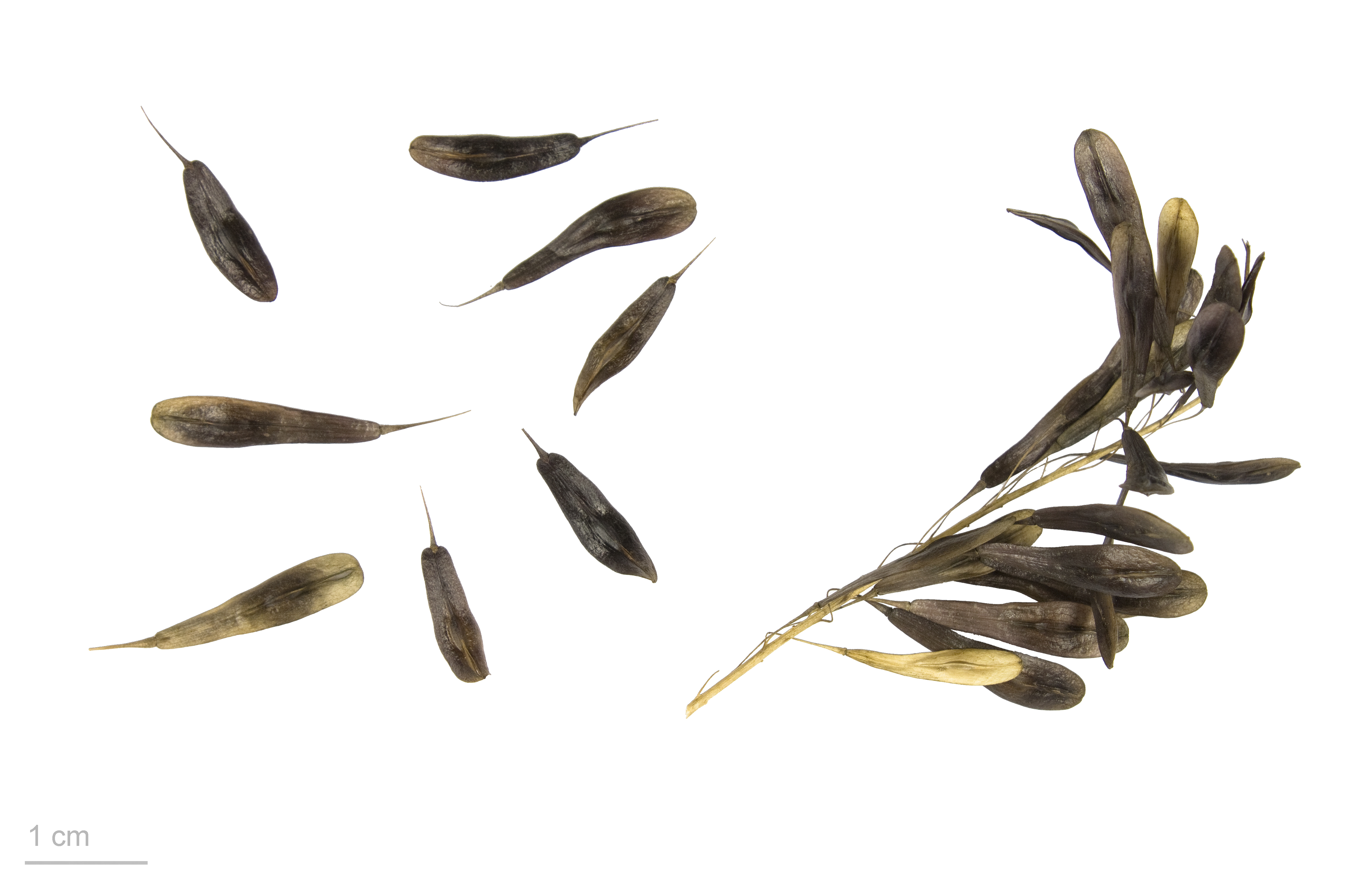
Isatis tinctoria

Vejde har använts till växtfärgning sedan antiken och är den enda inhemska europeiska växten som, efter en komplicerad jäsningsprocess av bladen, ger blå färg. Växten odlades därför i stor skala i Frankrike och Tyskland, särskilt i Thüringen. Redan under 1200-talet odlades vejde allmänt. Vejdeindustrin gick dock under i konkurrens med den importerade indigon. I det vikingatida Sverige finns exempel från Birka på att vejde använts för gröna och blå färger, och i Sverige var det vejdefärgämnet som först gav den svenska flaggan dess färg och även karolinernas blå uniformer. Det har också använts som pigment - färglack - i måleri.